# Athletensprecher
Athletensprecher (auch: Aktivensprecher) ist der Sprecher der Mitglieder einer Nationalmannschaft im Sport. Er vertritt die Anliegen der Sportler gegenüber dem Verband und der Öffentlichkeit. Beispiele dafür sind die finanzielle Situation der Athleten oder auch Nominierungs-, Organisations- und Vermarktungsfragen. Im Gegensatz zum Mannschaftskapitän in Spielsportarten hat er während des Wettkampfs keine direkte Funktion. 
In Deutschland wird der Athletensprecher jährlich von den Kadermitgliedern der einzelnen Sportarten in geheimer Wahl bestimmt. Er hat häufig einen Sitz im über Nominierungsfragen entscheidenden Gremium des Verbandes. Die Athletensprecher aller Fachverbände im DOSB sind in der „Athletenkommission“ organisiert, die die Verbandsspitze berät. Auch das IOC hat ein eigenes Gremium für Athletenvertreter.